# Svartalfheim
Svartalfheim, Svartalfaheim – w mitologii nordyckiej siedziba karłów (krasnoludów), położona we wnętrzu ziemi, pomiędzy Midgardem, a Niflheimem. Nazwa występuje w Eddzie Snorriego Sturlusona, a kraina ta jest najprawdopodobniej identyczna z Nidavellirem wspominanym w poemacie Völuspá.
Krasnoludom dano tę mroczną krainę, aby nigdy więcej nie lękały się światła słonecznego. Zasiedliły one wykute w skale tunele i korytarze Svartalfheimu, zakładając królestwa, oświetlane blaskiem złota i kryształu górskiego. Krasnoludy okazały się świetnymi górnikami, jubilerami i złotnikami, dlatego też bogowie podarowali im podziemne złoża metali i kamieni szlachetnych. Każde osiedle tego ludu było zadymione oparami wydobywającymi się z pieców hutniczych, a odgłosy kucia nigdy się nie kończyły. Najznamienitszy z wykutych w skałach pałaców Svartalfów został zbudowany na polach Nidu przez króla Sindriego.